# Nova-C
Nova-C è un lander progettato dalla società privata Intuitive Machines per trasportare piccoli carichi utili commerciali sulla superficie della Luna.
Intuitive Machines è stata una delle nove società appaltatrici selezionate dalla NASA nel novembre 2018 per presentare offerte per il programma Commercial Lunar Payload Services (CLPS). Nova-C è uno dei lander lunari che saranno costruiti e lanciati nell'ambito di tale programma. Il primo lander è apparso nella missione IM-1 ed è stata lanciato il 15 febbraio 2024 da Cape Canaveral, a cui faranno seguito un secondo lander nella missione IM-2 e un terzo nella missione IM-3. Tutti e tre i lander verranno lanciati da un Falcon 9 di SpaceX.

## Caratteristiche
Il lander lunare Nova-C è stato progettato da Intuitive Machines e include la tecnologia sviluppata dal Progetto Morpheus della NASA, che si proponeva di usare propellenti non tossici come metano e ossigeno per lanciare una missione di un lander verso la Luna. È dotato di un motore principale chiamato VR900 che utilizza metano e ossigeno liquido e produce 4000 N di spinta e una tecnologia di atterraggio autonomo e rilevamento dei pericoli.
Dopo l'atterraggio, il lander è in grado di riposizionarsi eseguendo un decollo verticale, viaggiare e atterrare di nuovo verticalmente. Il metano e l'ossigeno potrebbero potenzialmente essere prodotti sulla Luna e su Marte utilizzando l'utilizzo delle risorse in situ. Nova-C è in grado di garantire una copertura dati 24 ore su 24, 7 giorni su 7 e può sostenere un carico utile di 100 kg. Il design del lander Nova-C fornisce una piattaforma tecnologica scalabile fino alle classi di lander di medie e grandi dimensioni, in grado di trasportare carichi utili maggiori.

## Missione IM-1

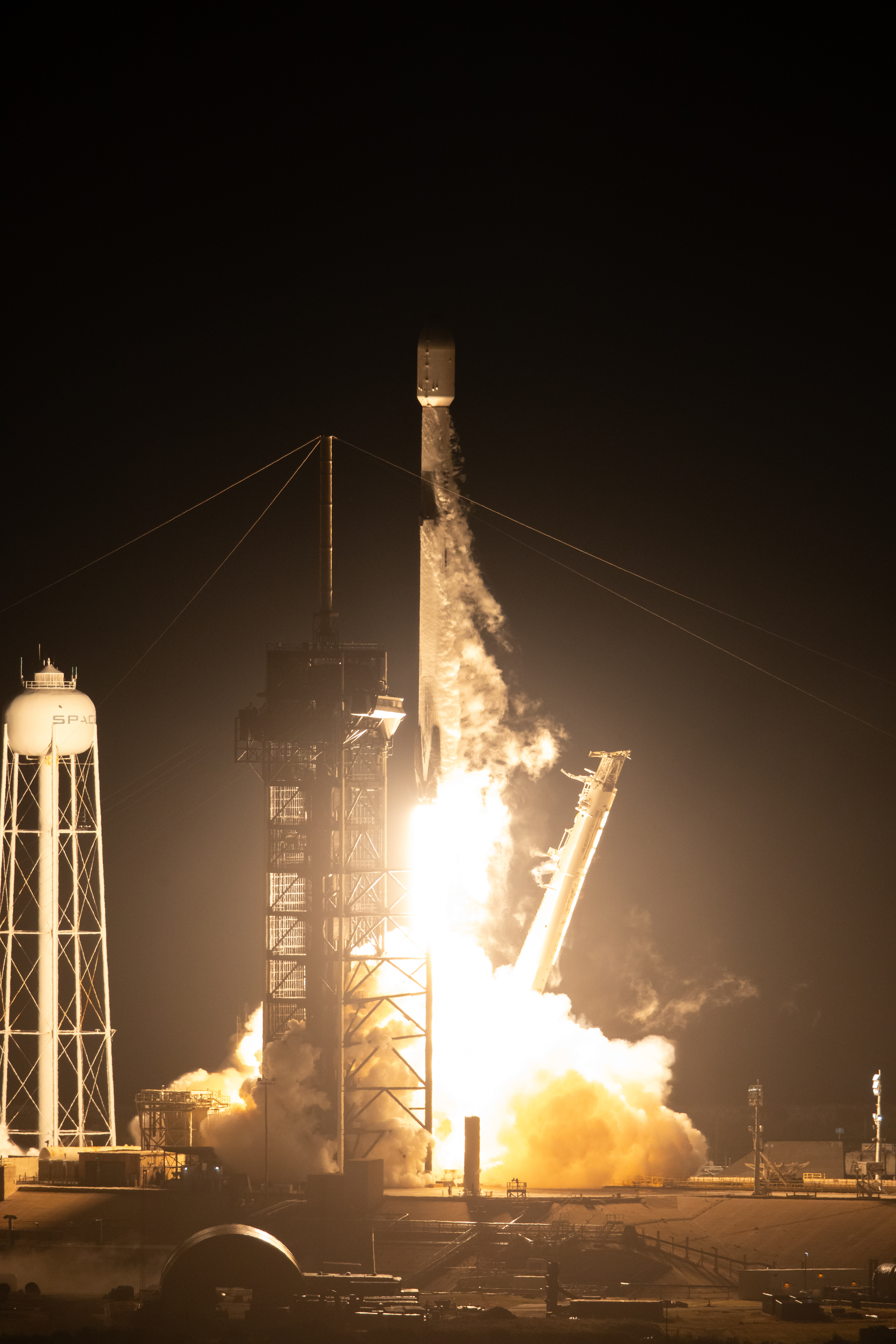
Il lancio della missione IM-1

La missione IM-1 con un lander ribattezzato Odyseus è stata lanciata il 15 febbraio 2024 tramite un Falcon 9, ed è atterrata sulla superficie lunare il 21 febbraio 2024 alle 23:23 UTC nella regione del polo sud lunare entro circa 1,5 km dal cratere Malapert A. L'allunaggio morbido sulla Luna di Ulisse è il primo atterraggio morbido di qualsiasi tipo per un veicolo spaziale di fabbricazione statunitense dai tempi dell'Apollo 17 e il primo da parte di un'azienda privata.
L'allunaggio non è stato un "atterraggio morbido" ottimale, poiché il lander Odysseus è atterrato di lato e non in posizione verticale, tuttavia dopo l'atterraggio i controllori della missione sono riusciti a mettersi in contatto radio con la sonda. Sulla base dei dati che Intuitive Machines è riuscita a ricevere dal lander, è stato stabilito che esso era ancora funzionante, tuttavia a causa del fatto che le antenne non erano allineate verticalmente come inizialmente previsto, le trasmissioni dal lander sono state alquanto ridotte.
Atterrato sulla Luna nel bel mezzo di un giorno lunare è previsto che rimanga operativo per circa sei giorni terrestri (fino al 27 febbraio), quando arriverà la fredda notte lunare e i pannelli solari non saranno più in grado di fornire energia. Gli ingegneri dell'IM hanno annunciato che potrebbero essere in grado di mantenere la comunicazione con Odysseus per altre 10-20 ore dopo che il sole è tramontato sul luogo di atterraggio, grazie alla capacità della batteria del lander. È stato inoltre riferito che la sonda ha inviato alla Terra dati scientifici e immagini relativi al carico utile. Al 27 febbraio tutte le immagini identificabili sembrano essere fotografie scattate poco prima del brusco atterraggio del lander.
Intuitive Machines e la NASA hanno tenuto una conferenza stampa congiunta il 28 febbraio per discutere della missione IM-1, esprimendo soddisfazione per i dati ottenuti nonostante il brusco atterraggio. Fino all'entrata in modalità standby il 29 febbraio 2024 a causa dell'arrivo della notte lunare, Odysseus aveva trasmesso oltre 350 megabyte di dati scientifici e ingegneristici da tutti i payload. Ha inoltre annunciato che intende provare a risvegliare l'unità entro due o tre settimane durante il prossimo giorno lunare.

## Missione IM-2
Il secondo lander Nova-C dovrebbe atterrare vicino al polo sud lunare. A febbraio 2023, il lancio dell'IM-2 è previsto non prima del quarto trimestre del 2024.
Il carico utile principale sarà la trivella da ghiaccio PRIME-1, che tenterà di raccogliere il ghiaccio da sotto la superficie lunare con l'aiuto dello spettrometro di massa MSolo. Un altro carico utile sarà il piccolo orbiter Lunar Trailblazer del Caltech che fa parte del programma NASA's SIMPLEx, e che avrà il compito di mappare la superficie lunare alla ricerca di ghiaccio d'acqua.
Canadensys, il principale appaltatore dell'ILO-1, sta lavorando per fornire "un carico utile ottico a basso costo, pronto per il volo rinforzato per l'ambiente del Polo Sud della Luna". Potrebbe essere potenzialmente pronto per l'integrazione nella missione IM-2.
L'Hopper µNova (Micro Nova) si separerà dal lander Nova-C dopo l'atterraggio e funzionerà come un lander "saltante" autonomo, esplorando molteplici aree difficili da raggiungere come i profondi crateri della superficie lunare.
In questa missione per facilitare le comunicazioni tra il lander e le stazioni terrestri verrà schierato un satellite per telecomunicazioni lunare.
Spaceflight consegnerà carichi utili in rideshare in questa missione a bordo del suo rimorchiatore spaziale Sherpa EScape (Sherpa-ES) chiamato Geo Pathfinder.
Il payload MiniPIX TPX3 SPACE, fornito dalla società ceca ADVACAM, sarà a bordo del lander lunare NOVA-C. Questo carico utile è progettato per monitorare il campo di radiazione sulla Luna e aiutare a capire come proteggere l'equipaggio e le attrezzature dagli effetti negativi dei raggi cosmici. Questo segna il primo carico utile ceco pianificato per essere trasportato sulla superficie lunare.

## Missione IM-3
Nell'agosto 2021, Intuitive Machines aveva selezionato SpaceX per lanciare la sua terza missione lunare IM-3, che all'epoca era stato pianificata partire all'inizio del 2024, ma che a febbraio 2024 è previsto avvenga nella prima parte del 2025. Consegnerà carichi utili nella zona di Reiner Gamma, sempre per il programma Commercial Lunar Payload Services, inclusi 3 mini rover che avranno la missione di esplorare in modo autonomo la superficie lunare.